# Philippe Gerbet
Philippe Gerbet, (5 de febrero de  1798 en  Poligny (Jura) - 7 de agosto de 1864 en  Perpiñán), fue un sacerdote católico, escritor y periodista francés, obispo de la Diócesis de Perpiñán-Elna de 1854 a 1864.

## Biografía
En 1814 ingresa en el seminario   de Besançon continuando su formación en el seminario de  Saint-Sulpice de Paris en 1818, compaginado sus estudios en la Sorbonne.
Fue ordenado sacerdote en 1822.
Admirador de Felicity de Lamennais,  famoso por ser el autor de l'Essai sur l'indifférence(castellano: sobre la indiferencia con la que se une profundamente), Gerbet se unió al círculo de sus discípulos, reunidos en Le Chênaie, propiedad de Lamennais, en Bretaña.
Polemista, publicó varias obras para defender las ideas de los menesianos (Frères de l'instruction chrétienne de Ploërmel) empleando el Mémorial catholique creado en 1824 junto con Antoine de Salinis.

## Escritos
- Des Doctrines philosophiques sur la certitude, dans leurs rapports avec les fondements de la théologie, Librairie classique, Paris, 1826.
- Considérations sur le dogme générateur de la piété catholique, bureau du Mémorial catholique, Paris, 1829.
- Coup d'œil sur la controverse chrétienne, depuis les premiers siècles jusqu'à nos jours, bureau de l'Agence générale pour la défense de la liberté religieuse, Paris, 1831.
- Conférences de philosophie catholique. Introduction à la philosophie de l'histoire, E. Renduel, Paris, 1832.
- Considérations sur le dogme générateur de la piété catholique, Gaume frères, Paris, 1833.
- Réflexions sur la chute de M. de Lamennais, au bureau de L'Université catholique, Paris, 1838.
- Des Doctrines nouvelles de M. de Lamennais, Société nationale pour la propagation des bons livres, Bruxelles, 1838.
- Esquisse de Rome chrétienne, bureau de l'Université catholique, Paris, 1844-1850.
- Sainte Theudosie, Amiens, 1853 (consultable en ligne sur http://gallica.bnf.fr).
- De la Papauté, en réponse à l'écrit intitulé : "Le Pape et le Congrès", Gaume fr. et J. Duprey, Paris, 1860.
- Mémorandum des catholiques français sur les menaces du Piémont contre Rome, Tolra et Haton, Paris, 1862.